# Ben Emmerson
Ben Emmerson   (Kent, 30 d'agost de 1963) és un advocat anglès especialista en drets humans i dret internacional.
Ben Emmerson ha defensat nombrosos casos en dret europeu dels drets humans, dret internacional públic i dret penal internacional, la majoria dels casos defensats giraven al voltant dels terroristes d'Al-Qaida, els drets humans que involucraven a persones musulmanes i l'abús sexual. Va ser membre fundador de Matrix Chambers i té 25 anys d'experiència litigant davant tribunals i tribunals internacionals, inclosos la Cort Internacional de Justícia, el Tribunal Europeu de Drets Humans, el Tribunal Europeu de Justícia, el Tribunal Penal Internacional i el Tribunal Penal Internacional per a l'ex Iugoslàvia. Va ajudar a redactar la Llei de Drets Humans de 1998, presentada per Tony Blair.
Dins el Regne Unit és un jutge adjunt del Tribunal Suprem, un Mestre del Banc del Temple Mitjà i un membre honorari de Mansfield College, Oxford. El 2014 va ser nomenat assessor per a la investigació independent del panell sobre abús sexual infantil a Anglaterra i Gal·les, però va ser suspès del servei i després va renunciar al setembre de 2016 a causa d'un presumpte assetjament sexual en un ascensor a la seva oficina central al centre de Londres.

## Biografia
Nascut a Kent, el seu pare, Brian Emmerson, va ser director financer de la Borsa de Londres. Va assistir a la Douai School i a la Universitat de Bristol. Fins al 1999 Emmerson va ser membre de Doughty Street Chambers, però al febrer del 2000 va marxar. per unir-se a les noves Matrix Chambers especialitzades en drets humans. A l'abril de 2000 va ser nomenat Queen's Counsel (Conseller de la reina). El gener de 2019, es va traslladar a Monckton Chambers.
El maig de 2019, Emmerson, acompanyat de l'advocada Rachel Lindon, com a portaveu del Grup de Treball sobre la Detenció Arbitrària de les Nacions Unides, exigí l'alliberament immediat dels presos polítics catalans atès que la presó preventiva vulnerava drets fonamentals recollits a la Declaració Universal dels Drets Humans, subscrita per l'Estat espanyol.
El gener de 2021, fou una de les 50 personalitats que signar el manifest «Dialogue for Catalonia», promogut per Òmnium Cultural i publicat a The Washington Post i The Guardian, a favor de l'amnistia dels presos polítics catalans i del dret d'autodeterminació en el context del procés independentista català. Els signants lamentaren la judicialització del conflicte polític català i conclogueren que aquesta via, lluny de resoldre'l, l'agreuja: «ha comportat una repressió creixent i cap solució». Alhora, feren una crida al «diàleg sense condicions» de les parts «que permeti a la ciutadania de Catalunya decidir el seu futur polític» i exigiren la fi de la repressió i l'amnistia per als represaliats.

## Publicacions
Emmerson va ser el redactor fundador de la European Human Rights Law Review i és coautor, junt amb el professor Andrew Ashworth, QC, de Drets humans i justícia penal (Sweet & Maxwell, 3a edició), que és el text principal i de referència sobre l'aplicació de la Convenció en casos penals. De 1995 a 2015 va ser el redactor sobre drets humans d’Arbold Criminal Plreading, Evidence and Practice(Sweet & Maxwell).